# VRAM
VRAM (Video RAM) – jest to dwu-portowa odmiana pamięci DRAM, kiedyś używana do przechowywania danych ramki obrazu w niektórych kartach graficznych.

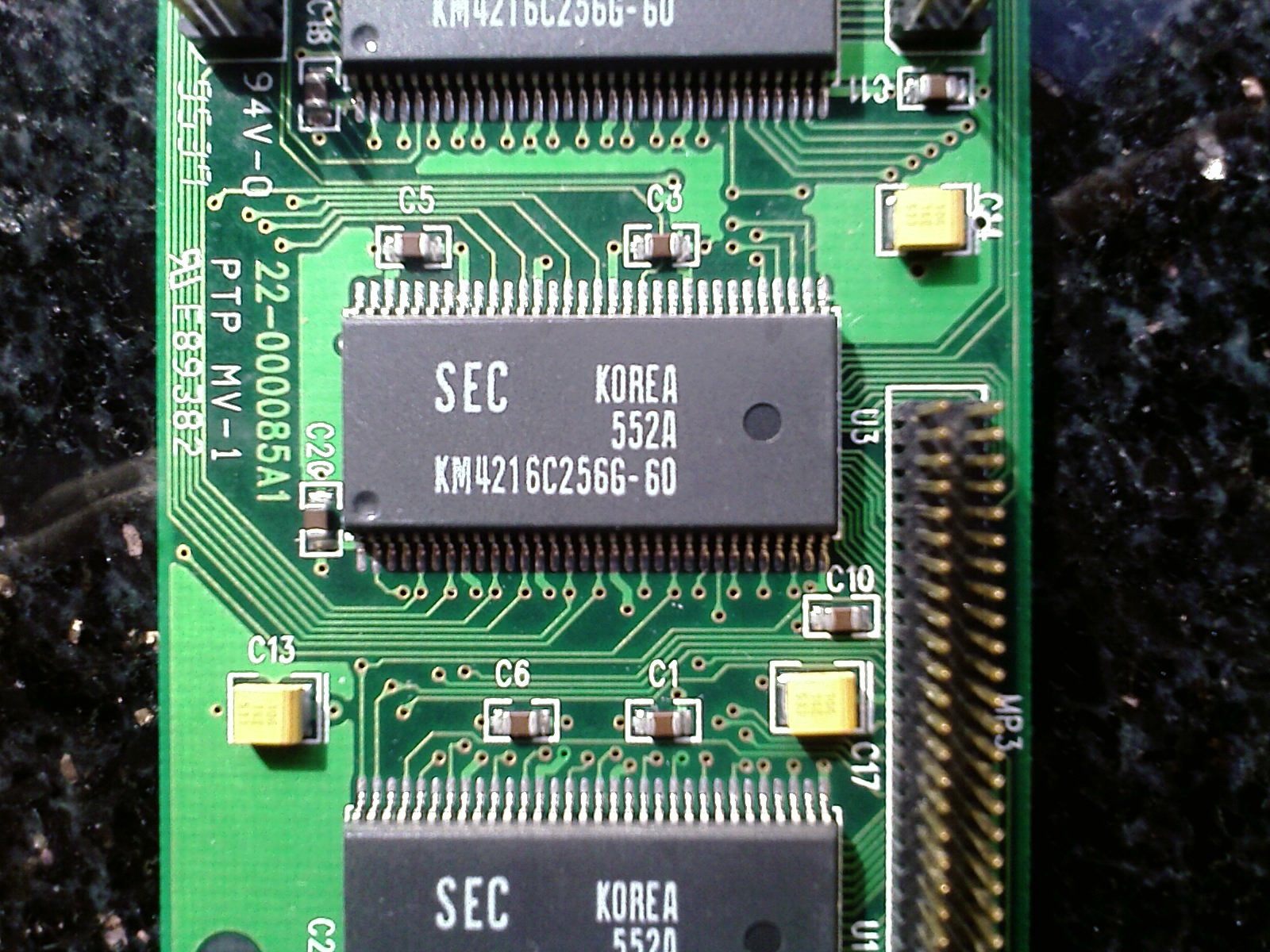
Przykładowa pamięć VRAM firmy Samsung

Została wynaleziona przez F. Dilla, D, Linga, i R. Maticka w laboratoriach IBM w roku 1980. Patent na to rozwiązanie został wydany w 1985 roku (US Patent 4,541,075). Przed opracowaniem VRAM, dwu-portowe pamięci były droższe, przez co skutecznie ograniczały zastosowanie grafiki rastrowej do wysokowydajnych stacji roboczych. Na PC używano wtedy głównie znakowego trybu wyświetlania, który wymagał znacznie mniej pamięci. Pojawienie się VRAM zmieniło zaistniałą sytuację, pamięć ta pozwalała na produkcję tanich, kolorowych adapterów wideo cechujących się także wysoką rozdzielczością i jak na tamte czasy wysoką prędkością.
VRAM posiada dwa zestawy kontaktów do przesyłu danych. Pierwszy port (zestaw), jest portem DRAM, dostęp do niego posiada system PC, poprzez magistralę (PCI, ISA). Drugi port, zwany portem wideo jest najczęściej tylko do odczytu i przeznaczony dla układu graficznego (czasem dla samego układu RAMDAC), cechuje go duża wydajność.
Pamięć DRAM przechowuje bity w prostokątnej (zazwyczaj zbliżonej do kwadratu) macierzy kondensatorów. Dostęp do pamięci rozpoczyna się od niszczącego odczytania wybranego wiersza tej macierzy, zwanego otwarciem strony, i przekopiowania jego zawartości do bufora złożonego z umieszczonych na krawędzi macierzy komórek pamięci SRAM, po jednym bicie na każdą kolumnę. Następnie można dokonać jednej lub więcej  operacji odczytu lub zapisu do dowolnie wybranych bitów otwartej strony (dostęp swobodny), po czym następuje skopiowanie zawartości bufora do odczytanego przy otwarciu strony wiersza przez naładowanie odpowiednich kondensatorów, operacja jest zwana zamknięciem strony pamięci. Bardzo często cała sekwencja operacji otwarcia i zamknięcia strony jest wykorzystywana do wykonania wyłącznie jednej operacji odczytu lub zapisu danych.
Pamięć VRAM oprócz bufora przechowującego zawartość strony do odczytu zawiera dodatkowy bufor komórek pamięci (również po jednej dla każdej kolumny) zorganizowanych jako rejestr przesuwny podpięty do portu video. Dostęp do pamięci z użyciem tego portu polega na otwarciu strony pamięci, skopiowaniu jej zawartości do rejestru przesuwnego (bardzo szybka równoległa operacja pomiędzy sąsiednimi komórkami pamięci) i zamknięciu strony. Następnie rejestr przesuwny przesyła kolejne bity do portu wideo, pozwalając w międzyczasie na swobodne korzystanie z pamięci przez port pierwszy, z tym zastrzeżeniem, że bity zapisywane do wiersza aktualnie przesyłanego przez port video nie są uwzględnione, przesyłana jest wyłącznie zawartość wiersza z chwili jego skopiowania.
Port video musi odczytywać bity otwartej strony po kolei i od jej początku (co wynika ze sposobu działania rejestru przesuwnego), ale to ograniczenie nie ma żadnego negatywnego skutku podczas czytania zawartości kolejnych pikseli przy wyświetlaniu linii obrazu. Za to operacja odczytu kolejnych bitów przez port video jest bardzo krótka (nie potrzeba otwierać i zamykać stron oraz nie potrzeba przesyłać adresów), co pozwala na uzyskanie znacznie większych szybkości transmisji danych niż możliwe jest do uzyskania przez pierwszy port o dostępie swobodnym (jak w normalnych pamięciach DRAM).
W wprowadzona w późnych latach 90 ubiegłego stulecia pamięć SDRAM zaczęła powoli wypierać VRAM z rynku. Zastosowany w niej tryb dostępu seryjnego (tzw. burst mode) pozwala na szybką transmisję wielu (najczęściej korzysta się z 8, ale możliwe jest przesłanie dowolnego ciągłego obszaru) kolejnych bitów otwartej strony praktycznie niwelując przewagę szybkości jaką dawał rejestr przesuwny używany przez port video. Jednocześnie wraz z rozwojem systemów generowania grafiki, szczególnie trójwymiarowej, udział pasma wykorzystywanego przez proces skanowania linii przy odświeżaniu obrazu w całkowitym paśmie dostępu do pamięci wykorzystywanym przez układ graficzny stał się nieduży i malejący, a to jedyna operacja która była w stanie praktycznie skorzystać z równoległego portu video z jego ograniczonym (przesył całych wierszy) dostępem do pamięci. Dlatego korzystanie z pamięci VRAM stało się bezprzedmiotowe: mało używany drugi port wciąż wymagałby ścieżek na płycie drukowanej oraz padów na układach scalonych, które znacznie lepiej jest wykorzystać na podłączenie dodatkowych jednoportowych układów pamięci, mogących w praktyce przesłać znacznie więcej danych w typowych sytuacjach. Pamięć SDRAM nie pozwala na bezpośrednią synchronizację tempa odczytu pamięci ze skanowaniem linii obrazu, co oznacza że wykorzystując ją do odświeżania obrazu potrzebne jest dodatkowe buforowanie w układzie graficznym.
Obecne (rok 2025) użycie terminu VRAM nie ma związku z opisywaną technologią, powszechnie określa się tak każdą pamięć przeznaczoną do bezpośredniego użytku przez układy graficzne, niezależnie od jej konstrukcji.